# Saranon Anuin
Saranon Anuin (in thailandese สรานนท์ อนุอินทร์; Khon Kaen, 24 marzo 1994) è un calciatore thailandese, portiere del BG Pathum Utd e della Nazionale thailandese.

## Carriera

### Club
Con il Chiangrai Utd ha giocato 4 partite nei turni preliminari della AFC Champions League.

### Nazionale
Con la nazionale thailandese ha preso parte alla Coppa d'Asia 2019 ed alla Coppa d'Asia 2023.

## Statistiche

### Cronologia presenze e reti in nazionale
| Cronologia completa delle presenze e delle reti in nazionale ― Thailandia | Cronologia completa delle presenze e delle reti in nazionale ― Thailandia | Cronologia completa delle presenze e delle reti in nazionale ― Thailandia | Cronologia completa delle presenze e delle reti in nazionale ― Thailandia | Cronologia completa delle presenze e delle reti in nazionale ― Thailandia | Cronologia completa delle presenze e delle reti in nazionale ― Thailandia | Cronologia completa delle presenze e delle reti in nazionale ― Thailandia | Cronologia completa delle presenze e delle reti in nazionale ― Thailandia |
| Data                                                                      | Città                                                                     | In casa                                                                   | Risultato                                                                 | Ospiti                                                                    | Competizione                                                              | Reti                                                                      | Note                                                                      |
| ------------------------------------------------------------------------- | ------------------------------------------------------------------------- | ------------------------------------------------------------------------- | ------------------------------------------------------------------------- | ------------------------------------------------------------------------- | ------------------------------------------------------------------------- | ------------------------------------------------------------------------- | ------------------------------------------------------------------------- |
| 4-6-2025                                                                  | Pathum Thani                                                              | Thailandia                                                                | 2 – 0                                                                     | India                                                                     | Amichevole                                                                | -                                                                         |                                                                           |
| Totale                                                                    |                                                                           | Presenze                                                                  | 1                                                                         |                                                                           | Reti                                                                      | 0                                                                         |                                                                           |

## Palmarès

### Club

#### Competizioni nazionali
- Thai League 1: 1

Chiangrai United: 2019
- Thai FA Cup: 1

Chiangrai United: 2018
- Thai League Cup: 2

Chiangrai United: 2018
BG Pathum Utd: 2024

### Nazionale thailandese
- King's Cup (calcio): 1  : 2024